# Micraira pungens
Micraira pungens är en gräsart som beskrevs av Michael Lazarides. Micraira pungens ingår i släktet Micraira och familjen gräs. Inga underarter finns listade i Catalogue of Life.